# Voor het kiezen
Voor het kiezen is een lied van de Algerijns-Franse rapper Boef. Het werd in 2022 als single uitgebracht en stond in 2023 als twaalfde track op het album Luxeprobeem.

## Achtergrond
Voor het kiezen is geschreven door Boris Kruyver en Sofiane Boussaadia en geproduceerd door Keyser Soze. Het is een nummer dat past in het genre nederhop. In het lied rapt Boef over zijn persoonlijke groei, het kiezen van zijn eigen pad en zijn successen.

## Hitnoteringen
Boef had bescheiden succes met het lied in Nederland. Het stond op de 54e plaats van de Single Top 100 in de enige week dat het in deze hitlijst te vinden was. De Top 40 en haar Tipparade werden niet bereikt.